# جوسیاس مولی
جوسیاس مولی (انگلیسی: Josias Moli؛ زادهٔ ۱۹ اوت ۱۹۵۴) سیاستمدار اهل وانواتو است. وی از ۲۸ ژوئیه ۲۰۰۴ تا ۱۶ اوت ۲۰۰۴ رئیس‌جمهور موقت وانواتو بود.